# Gorbio
Gorbio är en kommun i departementet Alpes-Maritimes i regionen Provence-Alpes-Côte d'Azur i sydöstra Frankrike. Kommunen ligger  i kantonen Menton-Ouest som ligger i arrondissementet Nice. År 2022 hade Gorbio 1 568 invånare.

## Befolkningsutveckling
Antalet invånare i kommunen Gorbio
Referens: INSEE

## Galleri

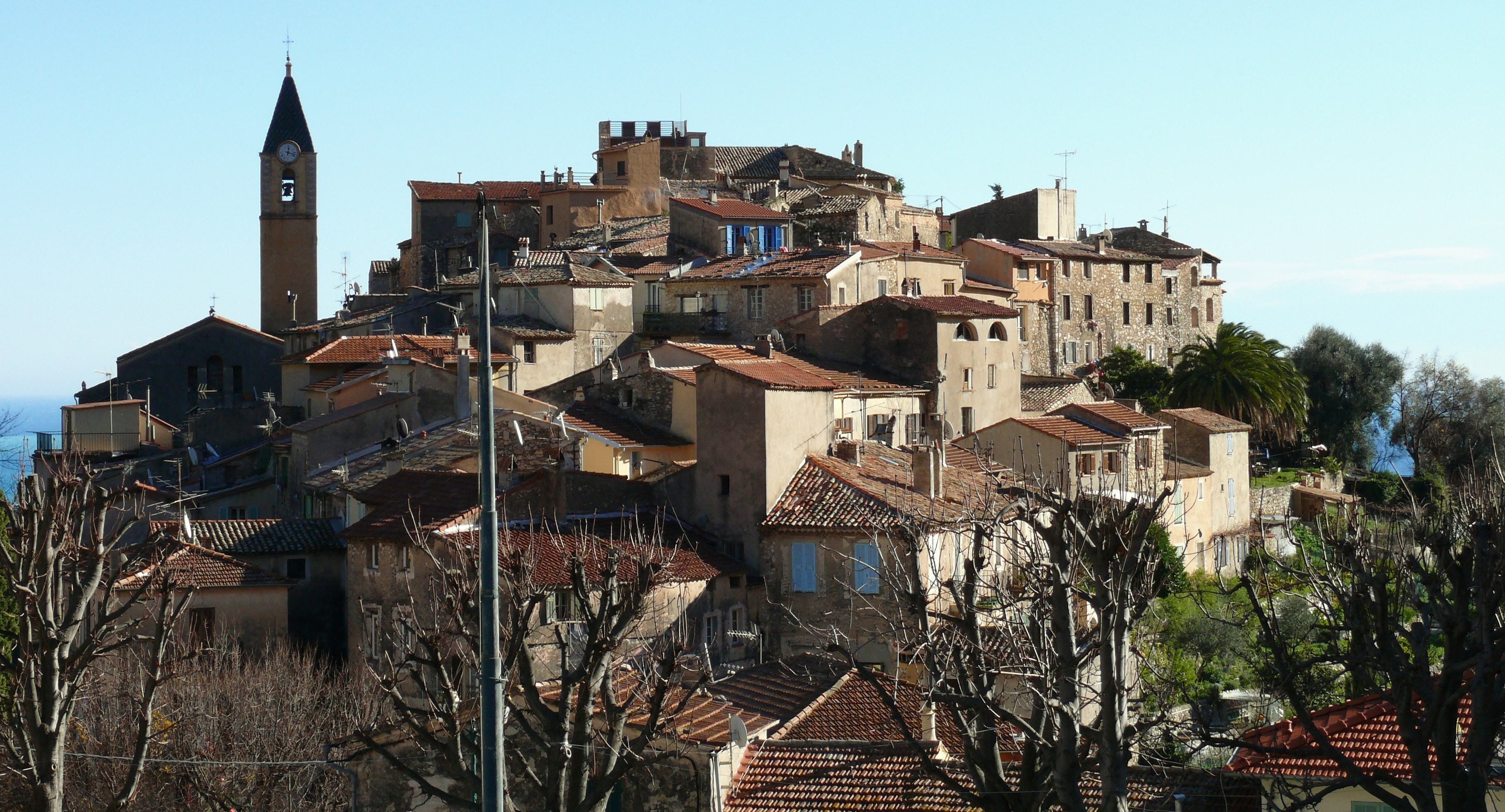
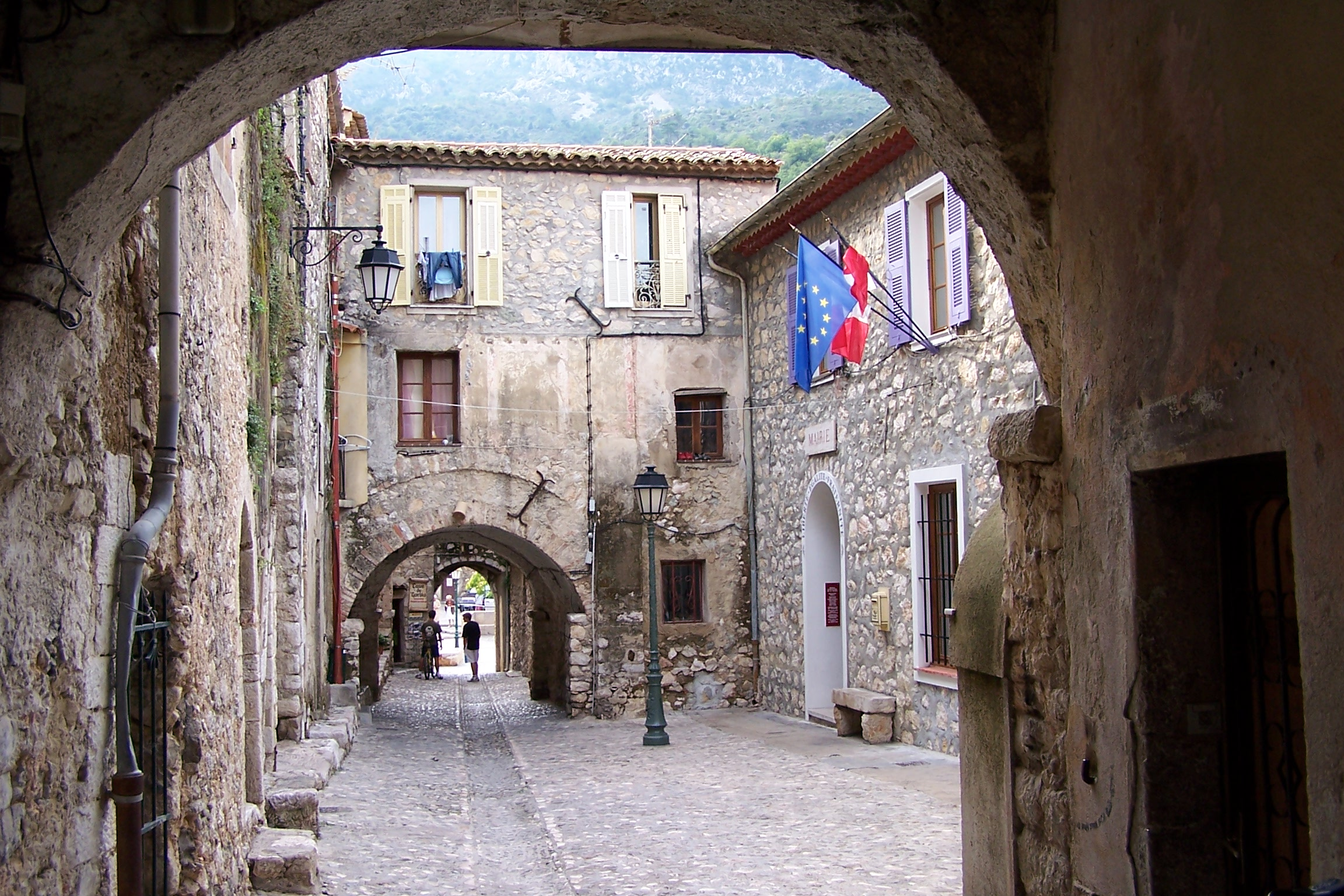
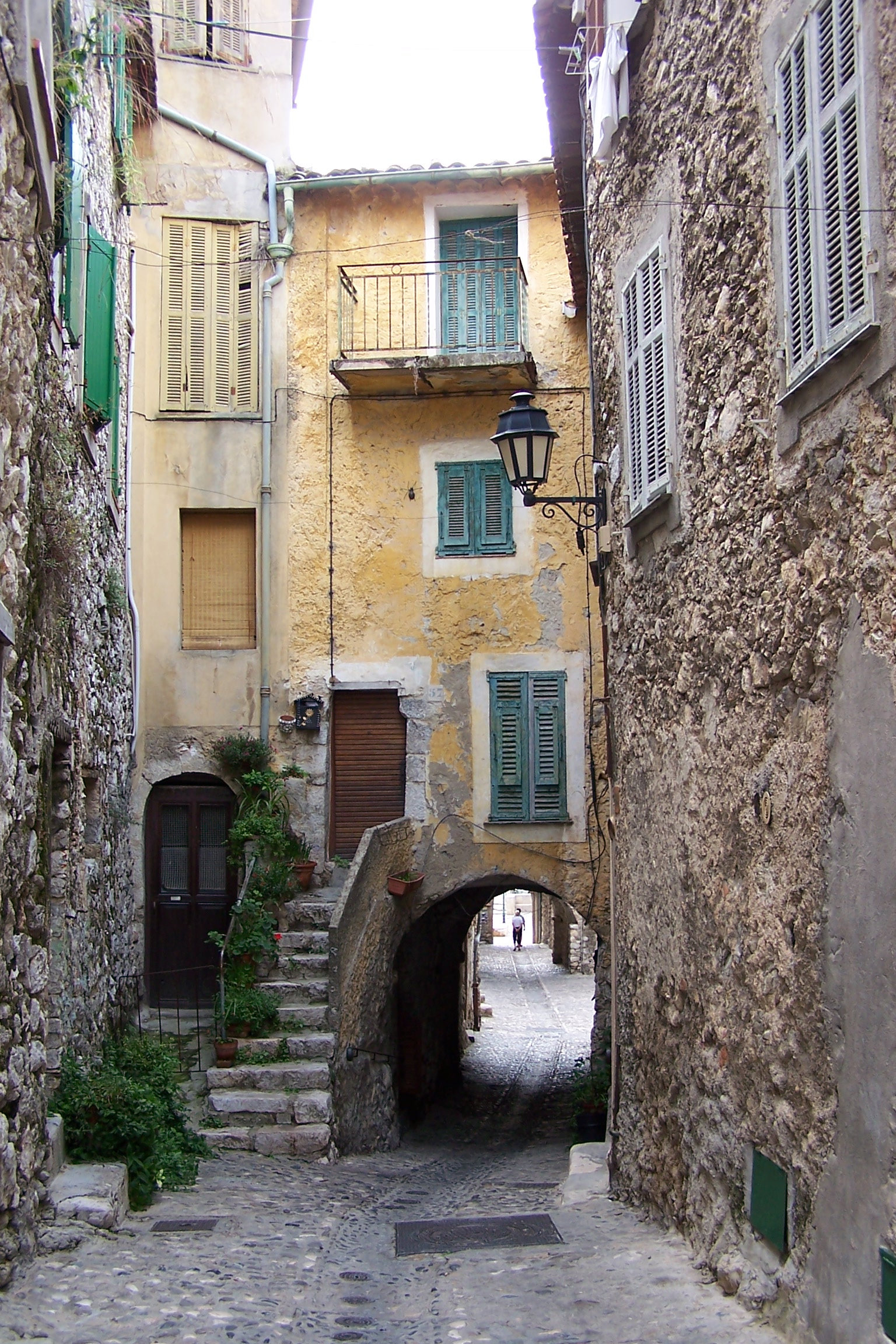
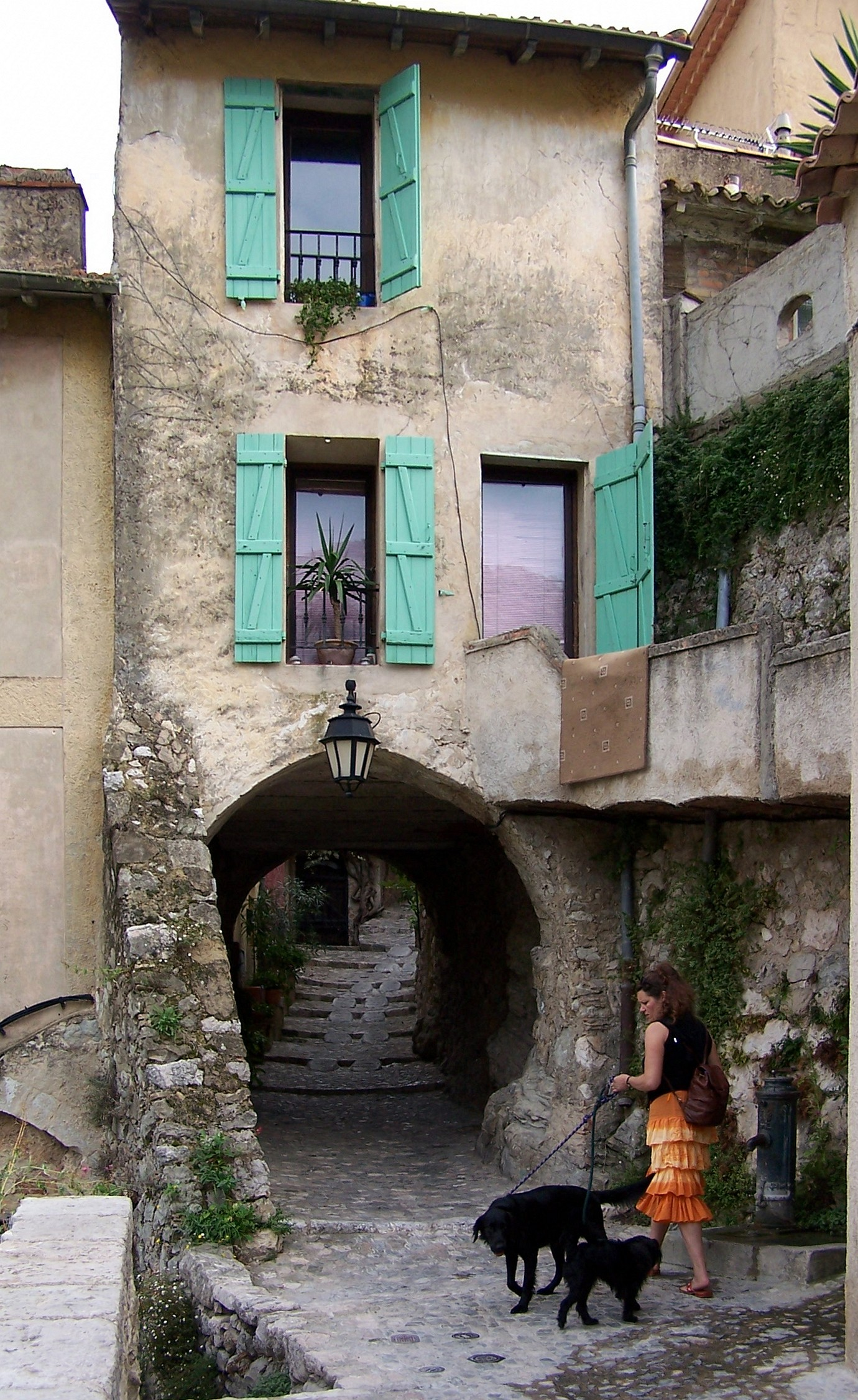
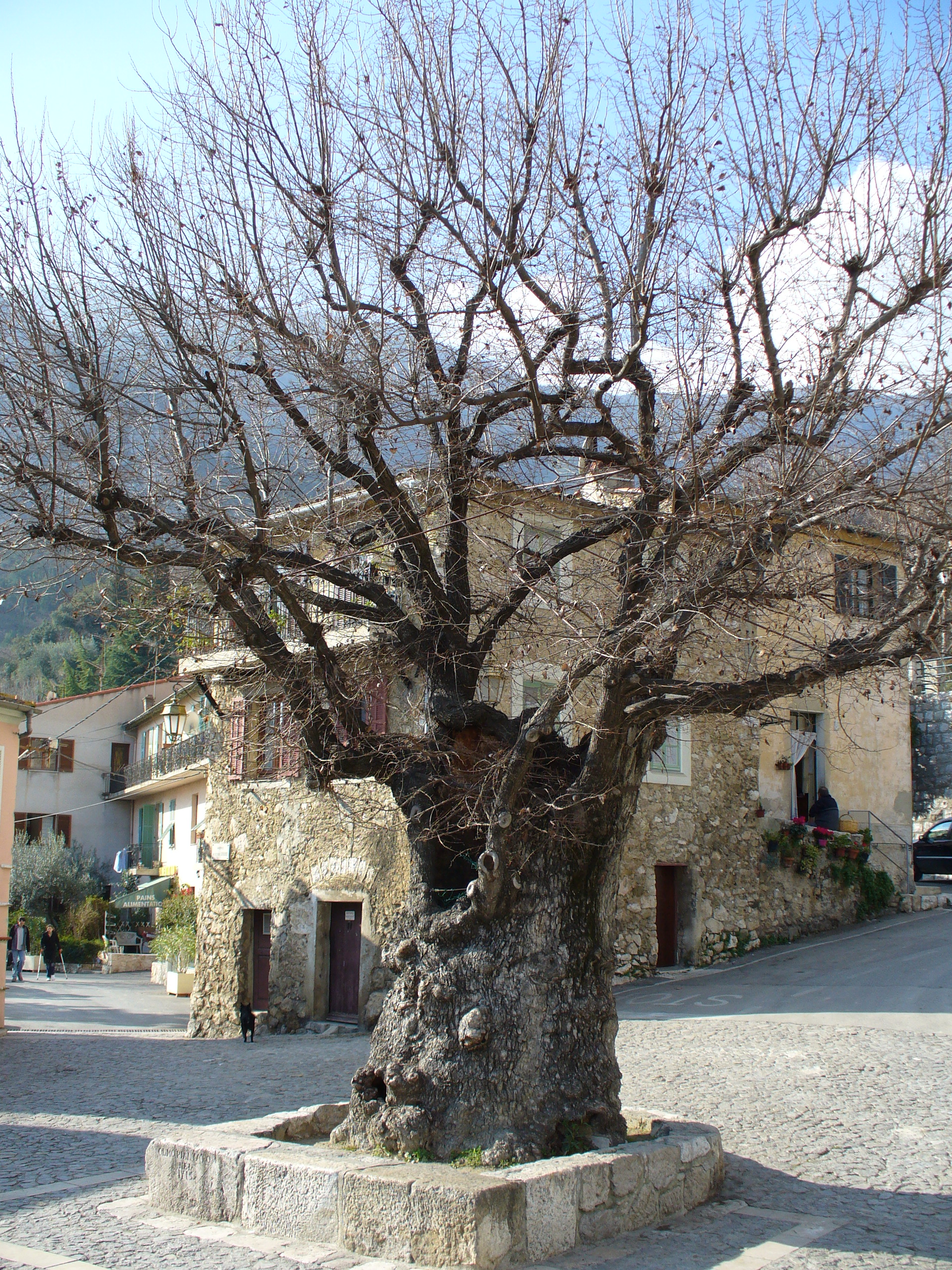
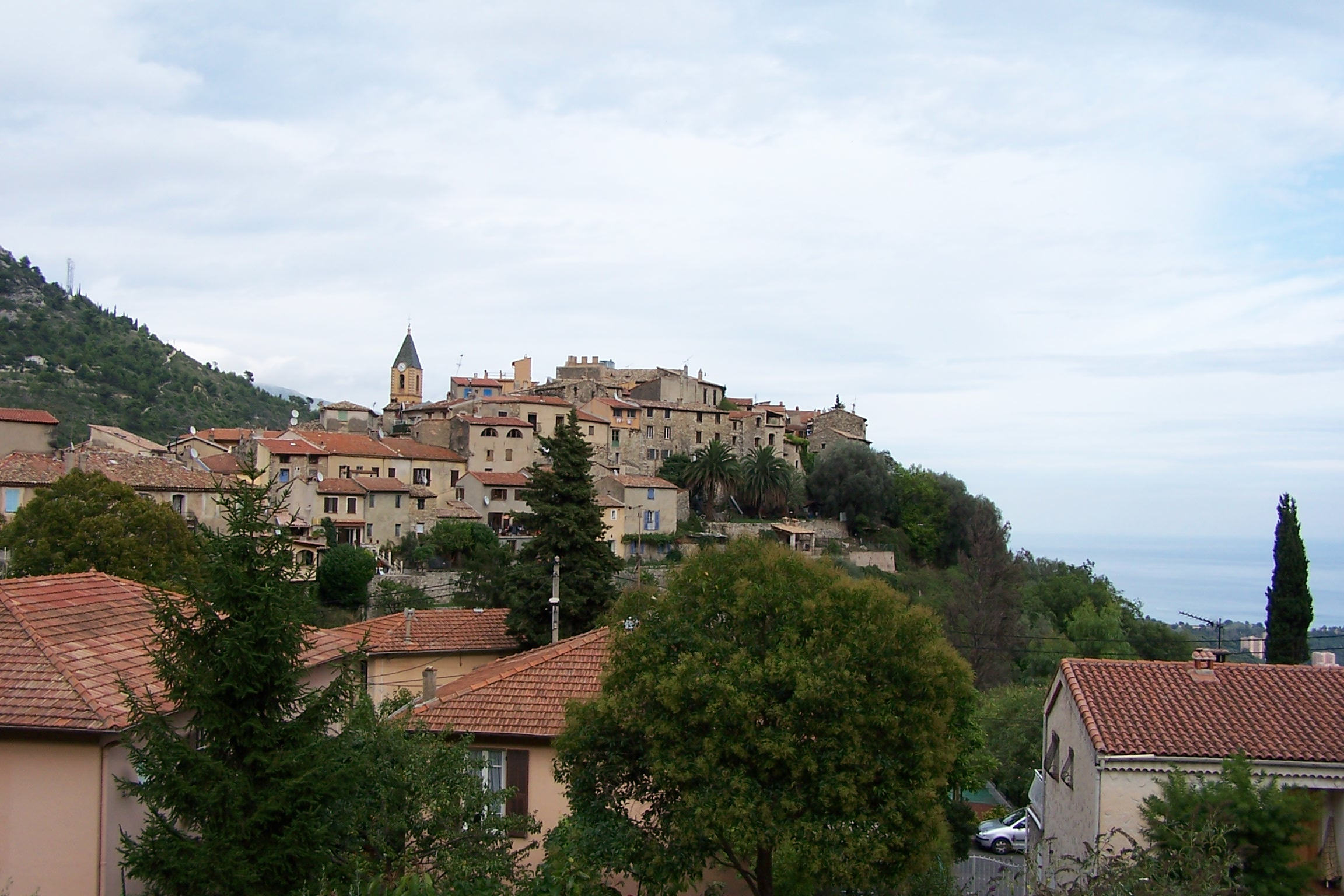
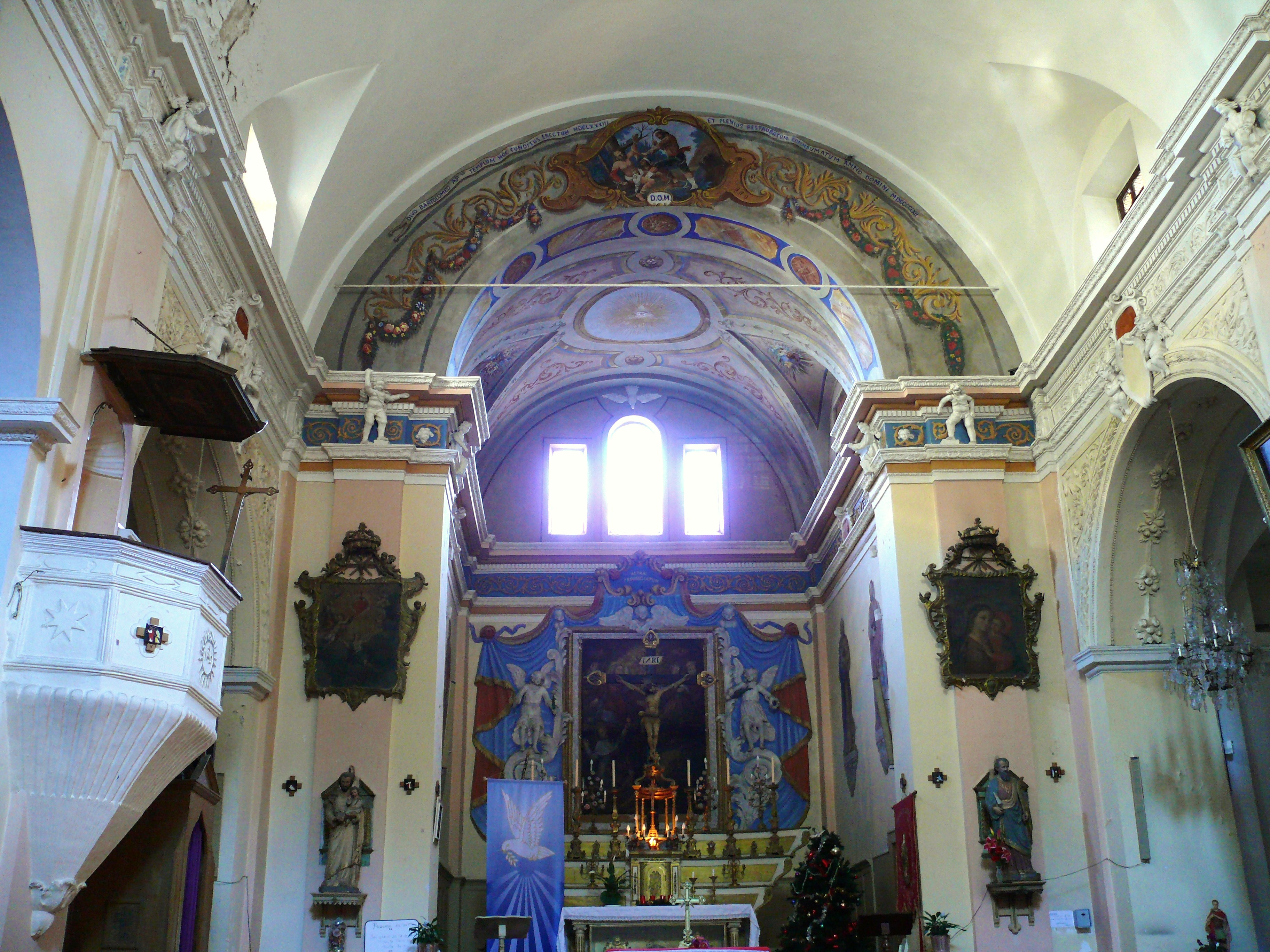
Kyrkan Saint-Barthélemy (1683)
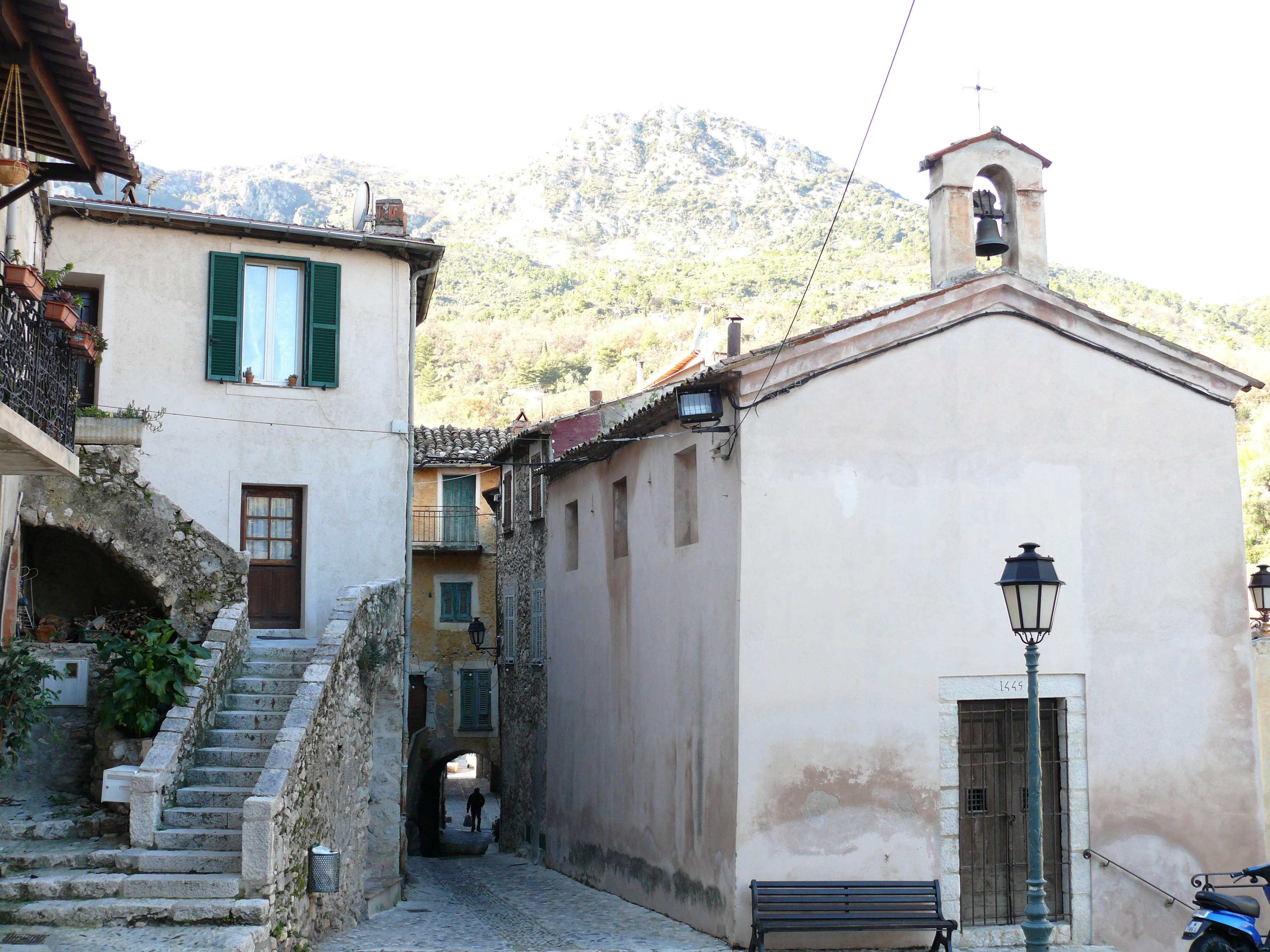
Kapellet Pénitents Blancs (1445)
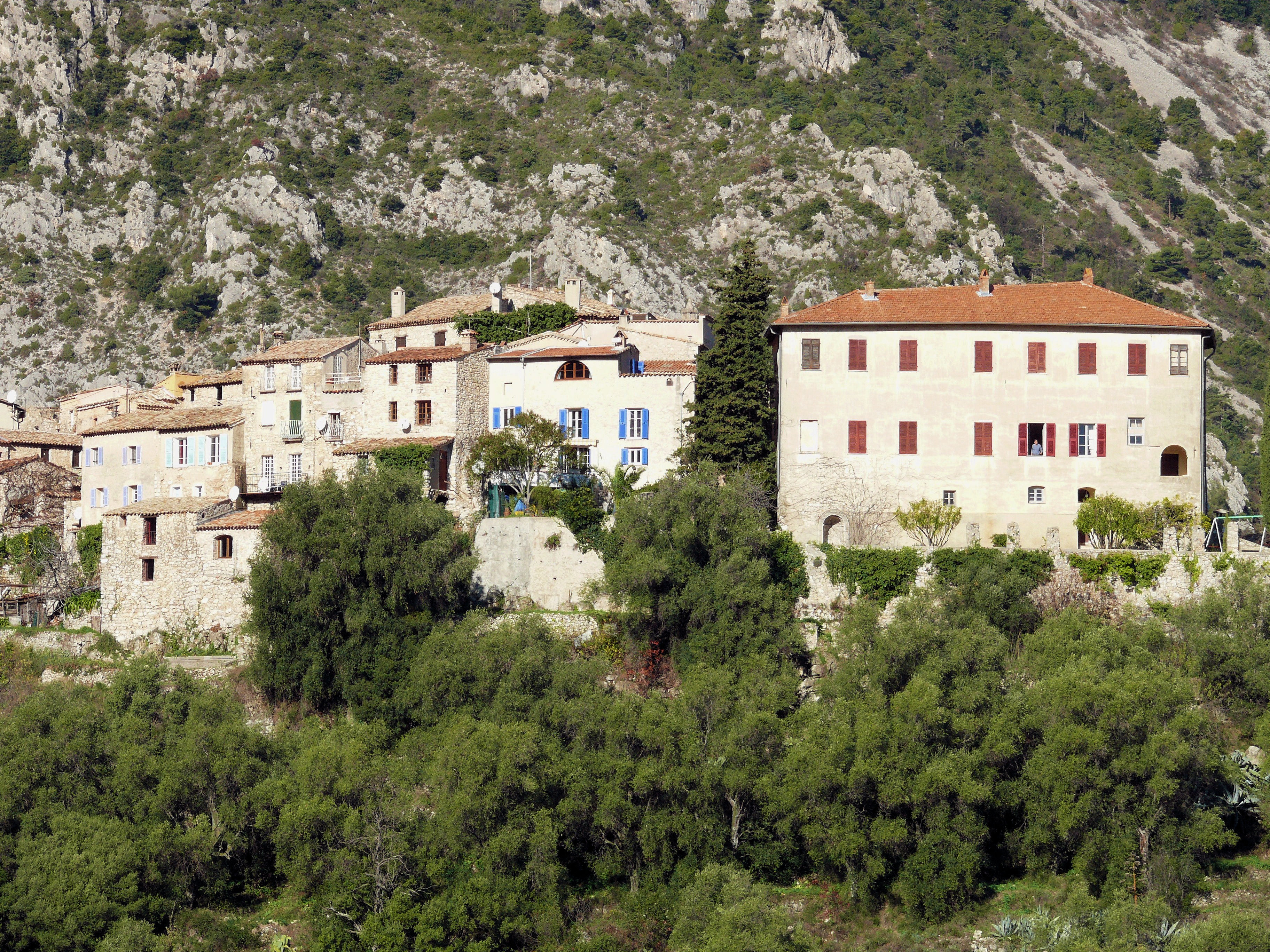
Château des comtes Alziari de Malaussèna
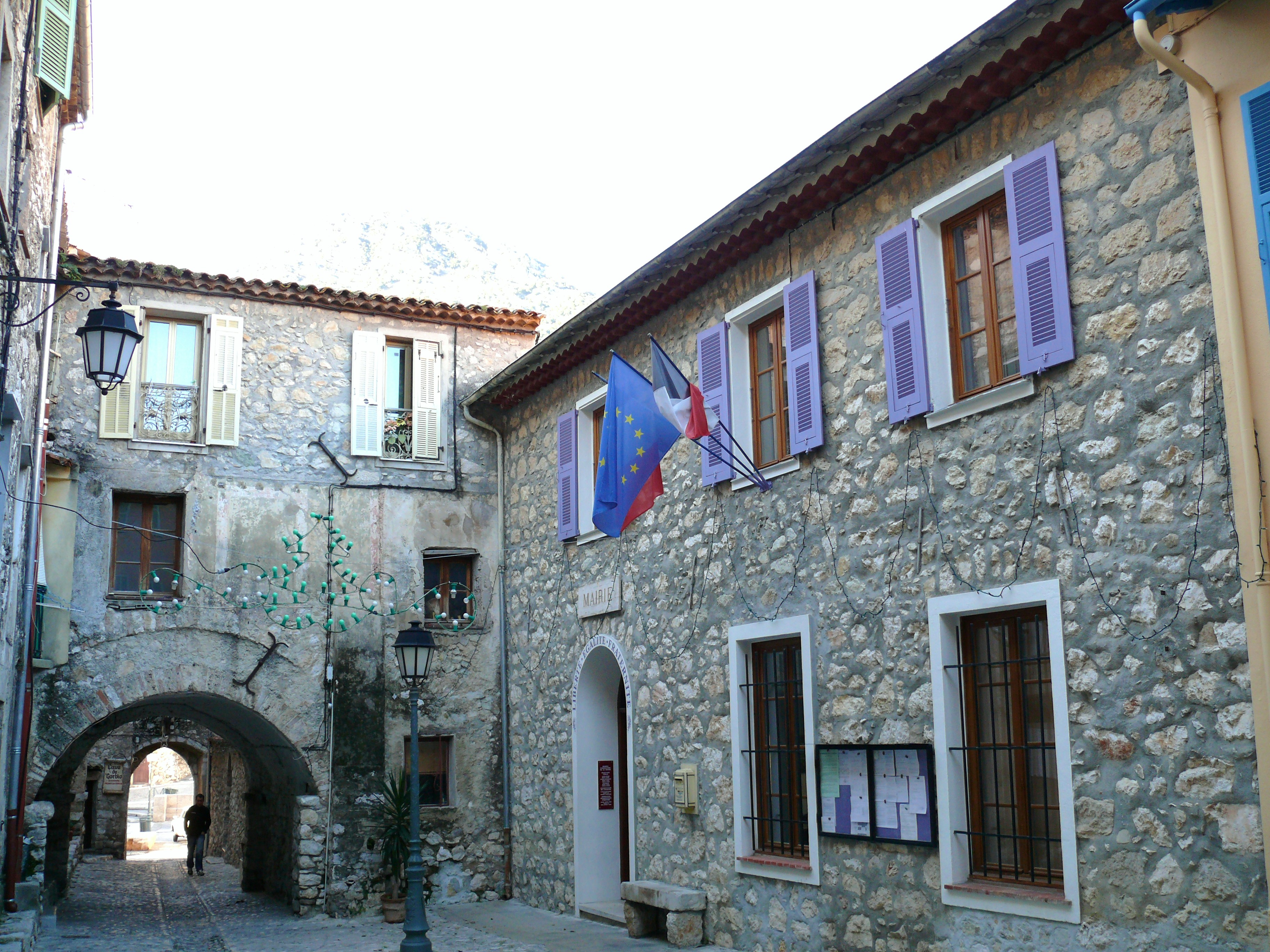
Rådhuset
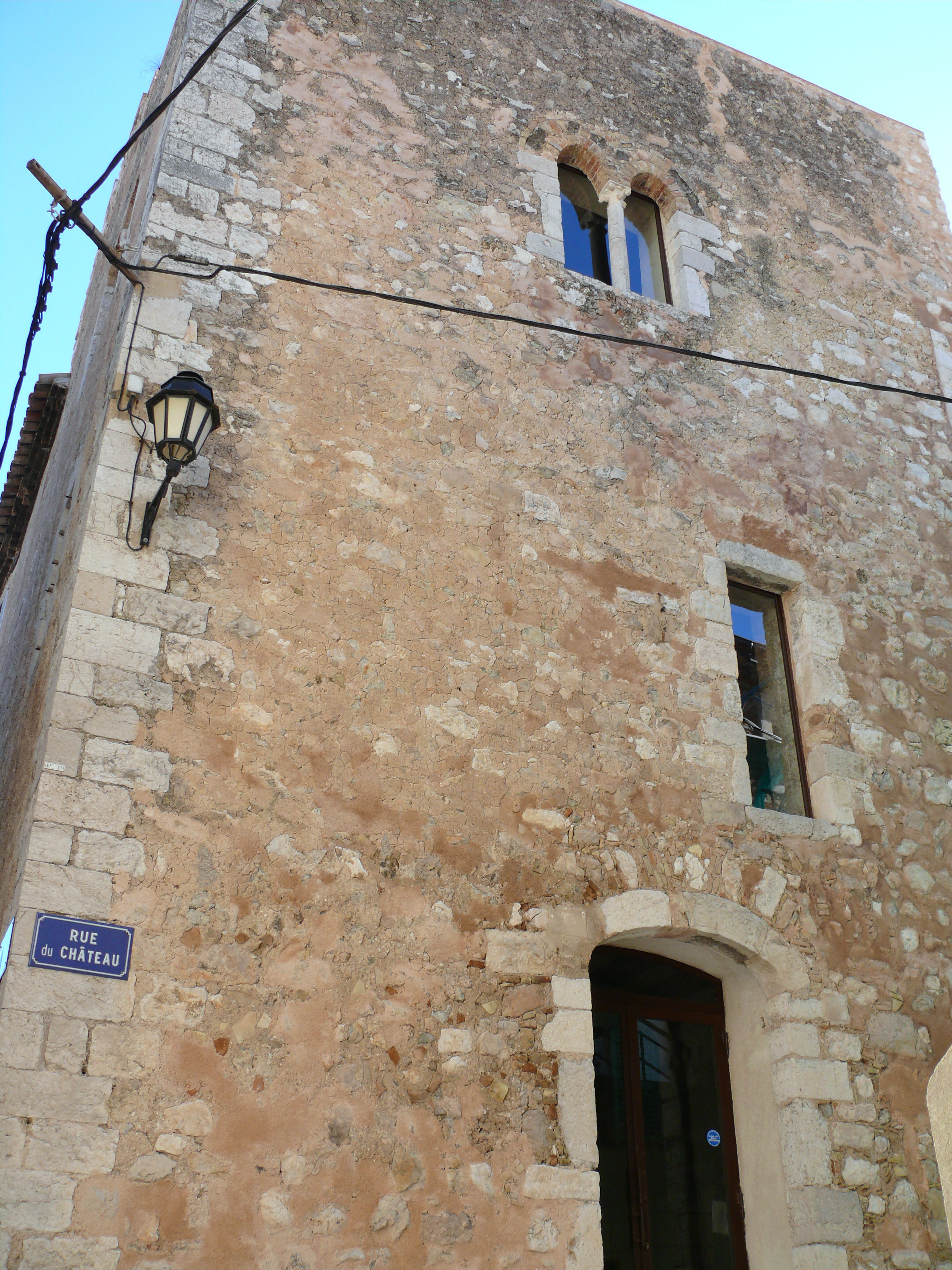
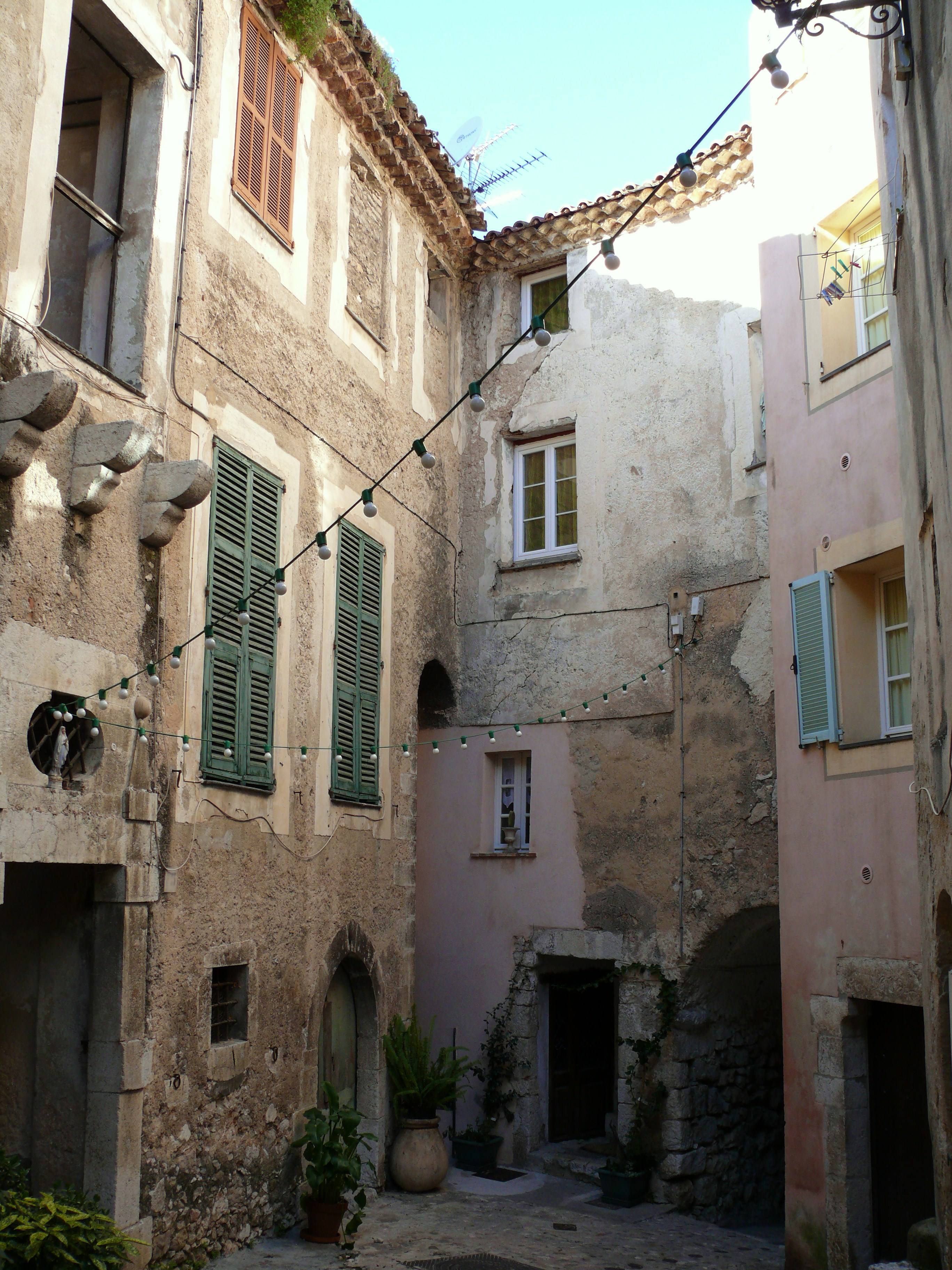